# Sorico
Sorico (lombardul: Soeurich) település Olaszországban, Lombardia régióban, Como megyében. Lakosainak száma 1240 fő (2023. január 1.). Sorico Gera Lario, Montemezzo, Novate Mezzola, Samolaco, Verceia és Dubino községekkel határos.

## Népesség
A település lakossága az elmúlt években az alábbi módon változott:
| Lakosok száma | 1258 | 1270 | 1240 |
|               | 2017 | 2018 | 2023 |